# Elemér Pászti
Elemér Pászti (Szolnok, Austrohongria, 20 de desembre de 1889 – Budapest, 27 d'octubre de 1965) va ser un gimnasta artístic hongarès que va competir a començament del segle xx.
El 1912 va prendre part en els Jocs Olímpics d'Estocolm, on va guanyar la medalla de plata en la prova del concurs complet per equips del programa de gimnàstica. En aquests mateixos Jocs disputà el concurs complet individual, que finalitzà en 13a posició.
El 1928, als Jocs d'Amsterdam, disputà set proves del programa de gimnàstica, amb uns resultats força discrets.